# Hexagonia nitida
Hexagonia nitida är en svampart som beskrevs av Durieu & Mont. 1856. Hexagonia nitida ingår i släktet Hexagonia och familjen Polyporaceae.   Inga underarter finns listade i Catalogue of Life.